# Mercedes-AMG F1 W16 E Performance
Chronologie des modèles (2025)
Mercedes-AMG F1 W15 E Performance
La Mercedes AMG F1 W16 E Performance est la monoplace de Formule 1 engagée par l'écurie allemande Mercedes-AMG Petronas Formula One Team dans le cadre de la saison 2025 du championnat du monde de Formule 1. Elle est pilotée par l'Italien Andrea Kimi Antonelli, qui fait ses débuts dans le championnat du monde, et par le Britannique George Russell.

## Présentation
La livrée de la Mercedes-AMG F1 W16 E Performance est dévoilée le 18 février 2025 lors du F1 75 Live. Sans grand changement par rapport à 2024, elle combine l'argenté et le noir de Mercedes avec le liseré bleu turquoise caractéristique de Petronas.
La nouvelle monoplace, sans changement global d'architecture par rapport à sa devancière, a subi des évolutions pour corriger deux de ses gros défauts : une vitesse insuffisante dans les virages lents et une exploitation irrégulière des pneus. Les principales modifications visibles sont un nez redessiné et des pontons très creusés.

## Résultats en championnat du monde de Formule 1
| Saison | Écurie                                 | Moteur                                                  | Pneus   | Pilotes               | Courses | Courses | Courses | Courses | Courses | Courses | Courses | Courses | Courses | Courses | Courses | Courses | Courses | Courses | Courses | Courses | Courses | Courses | Courses | Courses | Courses | Courses | Courses | Courses | Points inscrits | Classement |
| Saison | Écurie                                 | Moteur                                                  | Pneus   | Pilotes               | 1       | 2       | 3       | 4       | 5       | 6       | 7       | 8       | 9       | 10      | 11      | 12      | 13      | 14      | 15      | 16      | 17      | 18      | 19      | 20      | 21      | 22      | 23      | 24      | Points inscrits | Classement |
| ------ | -------------------------------------- | ------------------------------------------------------- | ------- | --------------------- | ------- | ------- | ------- | ------- | ------- | ------- | ------- | ------- | ------- | ------- | ------- | ------- | ------- | ------- | ------- | ------- | ------- | ------- | ------- | ------- | ------- | ------- | ------- | ------- | --------------- | ---------- |
| 2025   | Mercedes-AMG Petronas Formula One Team | Mercedes-AMG V6 turbo hybride F1 M16 E Performance 1.6L | Pirelli |                       | AUS     | CHN     | JAP     | BAH     | ARA     | MIA     | EMI     | MON     | ESP     | CAN     | AUT     | GBR     | BEL     | HON     | P-B     | ITA     | AZE     | SIN     | USA     | MEX     | BRE     | LVE     | QAT     | ABU     | 236             | 3e         |
| 2025   | Mercedes-AMG Petronas Formula One Team | Mercedes-AMG V6 turbo hybride F1 M16 E Performance 1.6L | Pirelli | Andrea Kimi Antonelli | 4e      | 6e      | 6e      | 11e     | 6e      | 6e      | Abd.    | 18e     | Abd.    | 3e      | Abd.    | Abd.    | 16e     | 10e     |         |         |         |         |         |         |         |         |         |         | 236             | 3e         |
| 2025   | Mercedes-AMG Petronas Formula One Team | Mercedes-AMG V6 turbo hybride F1 M16 E Performance 1.6L | Pirelli | George Russell        | 3e      | 3e      | 5e      | 2e      | 5e      | 3e      | 7e      | 11e     | 4e      | 1er     | 5e      | 10e     | 5e      | 3e      |         |         |         |         |         |         |         |         |         |         | 236             | 3e         |

Légende : ici 
- *Le pilote n'a pas terminé la course mais est classé pour avoir parcouru 90% de la distance.